# Villiers-en-Lieu
Villiers-en-Lieu település Franciaországban, Haute-Marne megyében. Lakosainak száma 1477 fő (2022. január 1.). Villiers-en-Lieu Saint-Eulien, Trois-Fontaines-l’Abbaye, Hallignicourt és Saint-Dizier községekkel határos.

## Népesség
A település népessége az elmúlt években az alábbi módon változott:
| Lakosok száma | 1017 | 1783 | 1648 | 1581 | 1555 | 1541 | 1529 | 1498 | 1482 | 1477 |
|               | 1968 | 1982 | 1990 | 2006 | 2013 | 2015 | 2017 | 2019 | 2020 | 2022 |